# An-Nasir Yusuf
An-Nasir Yusuf fue un señor ayubí que gobernó Alepo, Homs y Damasco. Era bisnieto de Saladino. Cuando los mongoles invadieron Siria en 1259, no les hizo frente y abandonó sus territorios para marchar al Sinaí. Su propio séquito lo entregó a los mongoles, que se cree que lo asesinaron en 1261.

## Señor de Damasco
Tras el asesinato de Turan Shah, el 9 de julio de 1250 marchó desde Homs y se adueñó de Damasco, donde se le recibió con alborozo. Dominaba ya Alepo y los emires kurdos de Damasco, ante el asesinato del sultán egipcio por los mamelucos, le invitaron a apoderarse pacíficamente de esta también.
Envió en vano una embajada a Luis IX de Francia, por entonces en Acre, para forjar una alianza contra los mamelucos que se habían hecho con el poder en Egipto.
En el invierno de ese año, emprendió la conquista de Egipto. Las fuerzas de an-Nasir se enfrentaron a las de Aibek en Abbasa, a unos veinte kilómetros al este de Zaqaziq. Aunque al comienzo la lid parecía decantarse en favor de los sirios, la deserción de un grupo de mamelucos damascenos y la subsiguiente huida del campo de batalla de an-Nasir determinaron la victoria de los egipcios. an-Nasir, empero, logró mantenerse en Siria, y reanudó los esfuerzos por aliarse con el rey francés; esto le sirvió al soberano para obtener mejores condiciones de sus tratos con los mamelucos, a los que no convenía que el monarca se entendiese con el sultán ayubí.
Cuando los mamelucos lograron forjar una alianza con los francos de Luis, el sultán envió fuerzas a Gaza para impedir que los aliados uniesen las suyas, aunque los egipcios en ningún momento lo intentaron. An-Nasir pidió la mediación del califa abasí al-Musta'sim, que obligó a los mamelucos egipcios a pactar con el sultán damasceno. A cambio de la cesión a Aibek de Palestina hasta Galilea por el norte y el río Jordán por el este y de reconocerlo como señor de Egipto, este firmó la paz con an-Nasir en abril de 1253.
Ante el creciente peligro que suponían los mongoles, firmó una paz de más de dos años y medio con Luis en febrero de 1254. En 1256 firmó un nuevo pacto con Aibek por el que se comprometió a despedir a los mamelucos Bahri que habían entrado a su servicio tras el asesinato de su jefe a manos del sultán mameluco egipcio en 1254. En todo caso, la presencia de tropas egipcias al sur de Palestina impidió que controlase firmemente este territorio; su dominio de las tierras de Alepo y Damasco tampoco era férreo. La región estaba infestada de bandas armadas, algunas de mamelucos sin señor y otras de turcomanos que habían penetrado en la zona desde Irak empujadas por las conquistas mongolas. El comercio se resintió de la inseguridad que aquejaba los caminos.
An-Nasir se negó además a acometer una nueva invasión de Egipto como le solicitaban los mamelucos Bahri y estos, desilusionados con el sultán, se pasaron al servicio de otro príncipe ayubí, al-Mughith, señor de Kerak, que emprendió dos fracasadas invasiones de Egipto en 1257 y 1258. Parte de los mamelucos Bahri, encabezados por Baibars, volvieron al servicio de an-Nasir en 1258, tras el fracaso de las expediciones egipcias. Ese mismo año, el sultán damasceno aumentó sus fuerzas por la llegada de una tribu kurda venida del norte, empujada también por el avance mongol.

## Invasión mongola y muerte

La invasión mongola de Siria y Palestina en 1259-1261. Esta acabó con el reinado de an-Nasir quien, entregado a los mongoles, fue asesinado.

An-Nasir había mantenido contactos con los mongoles al menos desde el 1250, quizá con la intención en emplearlos contra sus rivales egipcios y su pariente de Kerak. En 1258, envió a su hijo a tratar con Hulagu pero cada vez quedó más claro que los mongoles solo admitirían la sumisión del sultán damasceno, no su permanencia como señor independiente. En septiembre de 1259, un enorme ejército mongol de varias decenas de miles de hombre cruzó el Éufrates y penetró en Siria. Los soberanos de Georgia, Cilicia, Antioquía, Trípoli, los sultanes selyúcidas de Anatolia y otros señores menores de la región se sometieron al kan. El 25 de enero de 1260, los mongoles tomaron la más septentrional de las principales ciudades sirias, Alepo. La ciudad fue arrasada y los armenios que acompañaban a la horda mongola quemaron la mezquita mayor; las murallas fueron derruidas. Los habitantes fueron vendidos como esclavos. Mientras, an-Nasir permaneció impasible, a pesar de los consejos de sus mamelucos, que le encarecieron que acudiese en auxilio de la ciudad. El sultán, que desconfiaba de sus soldados, no había logrado la promesa del sultán egipcio Qutuz de que se uniría a él para enfrentarse a los mongoles, y no se atrevió a hacerlo en estas circunstancias. Su pasividad ante el avance enemigo, empero, hizo que sus tropas comenzasen a desertar y a pasarse a las filas de Qutuz.
Incapacitado por las abundantes deserciones para defender siquiera Damasco, el sultán la abandonó y marchó al sur, al Sinaí. La vanguardia del ejército mongol entró en la ciudad el 2 de marzo, mientras el grueso de su ejército comenzaba a retirarse hacia Azerbaiyán, pues Hulagu deseaba defender los territorios del Cáucaso e Irán de su rival Berke kan tras la muerte en agosto de 1259 del gran kan Mongke. El general mongol Kitbuqa quedó solo en Siria, con unos diez o veinte mil hombres, aprestándose a invadir Egipto. El séquito de an-Nasir se lo entregó; el antiguo sultán fue enviado a Azerbaiyán, donde probablemente lo ajusticiaron en el 1261.